# Библиография на Тери Брукс
Това е списък с произведенията на английски и на български език на американския фентъзи писател Тери Брукс, публикувани в периода 1977 – 2025 година.

## Серии

### Цикъл „Хрониките на Шанара“ (Shannara Chronicles)

#### Шанара (Shannara)
- First King of Shannara (1996) – предистория на трилогията
Първият крал на Шанара: Падането на Паранор, изд. „ИнфоДАР“, София (2007), прев. Боряна Даракчиева
Първият крал на Шанара: Изковаването на меча; Битката за Рен, изд. „ИнфоДАР“, София (2007), прев. Боряна Даракчиева

1. The Sword of Shannara (1977)
Мечът на Шанара, изд. „Абагар Холдинг“, София (1995), прев. Елмира Димова, в 2 части, ISBN 954-584-135-4
Мечът на Шанара, изд. „ИнфоДАР“, София (2007), прев. Боряна Даракчиева, ISBN 978-954-761-284-6
2. The Elfstones of Shannara (1982)
Камъните на Елфите, изд. „Абхадон“, София (1996), прев. Йолина Миланова, в 2 части, ISBN 954-9512-02-9
Камъните на Елфите, изд. „ИнфоДАР“, София (2008), прев. Боряна Даракчиева
3. The Wishsong of Shannara (1985)
Молитвената песен, изд. „Абагар Холдинг“, София (1995), прев. Елмира Димова, в 2 части, ISBN 954-584-149-4
Песента на Шанара, изд. „ИнфоДАР“, София (2008), прев. Ганчо Ганчев, ISBN 978-954-761-337-9

- Indomitable (2011) – разказ, публикуван в сборника Legends II (съст. Робърт Силвърбърг), събитията в който се развиват 2 години след тези в „Молитвената песен“.
- The Magic of Shannara (1990) – сборник (част 1 – 3)
- The Annotated Sword of Shannara: 35th Anniversary Edition (2012) – новела с бонус материал

#### Наследството на Шанара (Heritage of Shannara)
Събитията се развиват 300 години след тези в поредицата „Шанара“.
1. The Scions of Shannara (1990)
Потомците на Шанара, изд. „Ей Си Джи“, София (1992), прев. Александър Лозев
Потомците на Шанара, изд. „Атлантис“, София (1994), прев.
Потомците на Шанара, изд. „ИнфоДАР“, София (2007), прев. Ганчо Ганчев, ISBN 978-954-761-383-6
2. The Druid of Shannara (1991)
Друидите на Шанара, изд. „Атлантис“, София (1994), прев. Мария Кръстева, в 2 части
3. The Elf Queen of Shannara (1992)
Елфите на Шанара, изд. „Атлантис“, София (1994), прев. Григор Попхристов, в 2 части
4. The Talismans of Shannara (1993)
Талисманите на Шанара, изд. „Атлантис“, София (1995), прев. Мария Кръстева, в 2 части

- The Heritage of Shannara (1993) – сборник (части 1 – 3)
- The Heritage of Shannara (2003) – сборник (части 1 – 4)
- The Heritage of Shannara (2006) – сборник (части 1 и 2)

#### Пътешествието на Джърл Шанара (Voyage of the Jerle Shannara)
Събитията се развиват 300 години след тези в „Наследството на Шанара“.
1. Ilse Witch (2000)
2. Antrax (2001)
3. Morgawr (2002)

- The Voyage of the Jerle Shannara (boxed set) (2003) – сборник (части 1 – 3)
- The Voyage of the Jerle Shannara Trilogy (2004) – сборник (части 1 – 3)

#### Върховният друид на Шанара (High Druid of Shannara)
Събитията се развиват 20 години след тези в трилогията „Пътешествието на Джърл Шанара“.
1. Jarka Ruus (2003)
2. Tanequil (2004)
3. Straken (2005)

- The High Druid of Shannara Trilogy (2011) – сборник (част 1 – 3)

#### Мечът на Шанара (The Sword of Shannara)
1. In the Shadow of the Warlock Lord (2003), изд. и като The Warlock Lord (2004)
2. The Druids' Keep (2003)
3. The Secret of the Sword (2003)

#### Генезисът на Шанара (The Genesis of Shannara)
Свързва поредиците „Слово и Пустота“ и „Легендите за Шанара“.
1. Armageddon's Children (2006)
2. The Elves of Cintra (2007)
3. The Gypsy Morph (2008)

- Genesis of Shannara (2018) – сборник (част 1 – 3)

#### Легенди за Шанара (Legends of Shannara)
Свързва поредиците „Генезисът на Шанара“ и „Шанара“, и се развива 500 години след Великите войни.
1. Bearers of the Black Staff (2010)
2. The Measure of the Magic (2011)

#### Тъмното наследство на Шанара (The Dark Legacy of Shannara)
Събитията се развиват 100 – 120 години след тези в третата книга от поредицата „Върховният друид на Шанара“ – Straken.
1. Wards of Faerie (2012)
2. The Bloodfire Quest (2013)
3. Witch Wraith (2013)

#### Паладините на Шанара (Paladins of Shannara)
1. Allanon's Quest (2012) – разказ (ел. книга), предистория на трилогията „Мечът на Шанара“
2. The Weapons Master's Choice (2013) – разказ (ел. книга), някъде във времето преди „Молитвената песен“ (кн. 3 от поредицата „Шанара“)
3. The Black Irix (2013) – разказ (ел. книга), след събитията в „Мечът на Шанара“

#### Защитниците на Шанара (The Defenders of Shannara)
Събитията се развиват 100 години след тези в поредицата „Тъмното наследство на Шанара“.
1. The High Druid's Blade (2014)
2. The Darkling Child (2015)
3. The Sorcerer's Daughter (2016)

#### Падането на Шанара (The Fall of Shannara)
Завършва целия цикъл „Хрониките на Шанара“.
1. The Black Elfstone (2017)
2. The Skaar Invasion (2018)
3. The Stiehl Assassin (2019)
4. The Last Druid (2020)

#### Серия „Първите друиди на Шанара“ (The First Druids of Shannara)
- Galaphile (2025)

#### Други произведения в света на Шанара

##### Слово и Пустота (Word and the Void)
Преди публикуването на „Децата на Армагедон“ (2006) не е ясно дали тази трилогия е част от Света на Шанара. Оттогава тя е считана за „последната предистория“ към романите за Шанара.
1. Running with the Demon (1997)
2. A Knight of the Word (1998)
3. Angel Fire East (1999)
Ангелски огън на изток, изд. „Лира Принт“, София (2001), прев. Светлана Комогорова

- The Word and the Void (2003) – сборник (част 1 – 3)

##### Въображаеми приятели (Immaginary Friends)
1. Immaginary Friends (1991) – разказ/новела, публикуван в антологията Once Upon a Time: A Treasury of Modern Fairy Tales, събитията в който се развиват няколко години пред тези в „Молитвената песен на Шанара“
2. Warrior (2018) – повест (ел. книга)

##### Други
- The World of Shannara (2001) – документална обзорна книга, с Тереза Патерсън
- Terry Brooks Starter Pack (2012) – компилация (ел. книга) (The Sword of Shannara, Magic Kingdom for Sale: Sold!, Running with the Demon, Armageddon's Children)
- Walker and the Shade of Allanon (2013) – разказ, в антологията Unfettered: Tales by Masters of Fantasy (съст. Шон Спикман), събитията в него се развиват по време на гл. 8 на кн. 1 The Ilse Witch от поредицата „Пътешествието на Джърл Шанара“.
- Aftermath (2021) – повест, в антологията Small Magic: Short Fiction, 1977 – 2020
- Last Ride (2021) – повест, в антологията Small Magic: Short Fiction, 1977 – 2020
- Small Magic: Short Fiction, 1977-2020 (2021)

### Други серии

#### Магическото кралство на Отвъдната земя (Magic Kingdom of Landover)
Поредица романи от жанра „хумористично фентъзи“.
1. Magic Kingdom for Sale – Sold (1986)
Магическо кралство за продан. Продадено!, изд. „Атлантис“, София (1996), прев. Мария Кръстева
2. The Black Unicorn (1987)
Черният еднорог, изд. „Атлантис“, София (1999), прев. Мария Кръстева
3. Wizard at Large (1988)
Магьосникът Куестър Тюс, изд. „Мириам“, София (1999), прев. Мария Кръстева
4. The Tangle Box (1994)
Вълшебната кутия, изд. „Мириам“, София (1999), прев. Анна Нотовска, ISBN 954-9513-83-1
5. Witches' Brew (1995)
6. A Princess of Landover (2009)

- Magic Kingdom Boxed Set (1993) – сборник (част 1 – 3)
- The Magic Kingdom of Landover Volume 1 (2009) – сборник (част 1 – 3)
- The Magic Kingdom of Landover Volume 2 (2009) – сборник (част 4 и 5)
- An Unfortunate Influx of Filipinians (2015) – разказ, в антологията Unbound
- Don't Tell Dad (2021) – повест, в антологията Small Magic: Short Fiction, 1977 – 2020

#### Виридианска дълбина (Viridian Deep)
1. Child of Light (2021)
2. Daughter of Darkness (2022)
3. Sister of Starlit Seas (2023)

#### Междузвездни войни (Star Wars) – междуавторски проект
- Episode I, The Phantom Menace (1999) – по сценария на Джордж Лукас, включва липсващи в едноименния филм сцени и предвещава очакваните разработки в следващите две части от поредицата
Епизод 1: Невидима заплаха, изд. „Книгоиздателска къща „Труд“, София (2001), прев. Владимир Молев
- The Prequel Trilogy (2007) – сборник, с Р. А. Салваторе и Матю Стоувър

#### Питър Пан и Небивалата земя (Peter Pan & Neverland) – междуавторски проект
- Hook (1991) – романът е базиран на едноименния филм от 1991 г.
Хук, изд. „Дамян Яков“, София (1992), прев. Анелия Димитрова, ISBN 954-527-018-7

## Самостоятелни художествени произведения
- The Fey of Cloudmoor (2014) – разказ/повест, в антологията Multiverse: Exploring Paul Anderson's Worlds
- Street Freaks (2018) – роман
- Small Magic: Short Fiction, 1977 – 2020 (2021) – сборник с разкази

## Документалистика
- A Tribute to Lester del Rey (1992), в антология Nebula Awards 26
- Lester del Rey: An Appreciation (1993), във фен сп. Locus (бр. 390/ юли 1993)
- Letter (1993), пак там (бр. 392)
- Magic at Work (1996), в сп. Realms of Fantasy (окт. 1996)
- Foreword (1996) – увод към KnightsBridge: The Art of Keith Parkinson (автор: Кийт Паркинсън)
- untitled introduction (1997) – увод към The Golden Compass (автор: Филип Пулман)
- Introduction(1998) – увод към сборника The Writer's Complete Fantasy Reference
- Introduction (1999) – увод към сборника Myths & Magic: The Complete Fantasy Reference
- Introduction (2000) – увод към The Icewind Dale Trilogy: Collector's Edition (автор: Р. А. Салваторе)
- Introduction (2000) – увод към сборника The Best of Lester del Rey (автор: Лестър дел Рей)
- Foreword (2001) – увод към The World of Shannara
- Sometimes the Magic Works: Lessons from a Writing Life (2003), книга
- Article: The Dreaded „O“ Word (2004), в сп. Deep Magic (бр. 24/ май 2004)
- Why I Write About Elves (2005)
- Introduction (How to Write Science Fiction and Fantasy) (2010) – увод към сборника The Writer's Digest Guide to Science Fiction & Fantasy (автори: Орсън Скот Ярд; редакторите на Writer's Digest)
- Remembering Lester (2010), в Robots and Magic (автор: Лестър дел Рей)
- Introduction (2012) – увод към The Annotated Sword of Shannara: 35th Anniversary Edition
- Afterword: The Fey of Cloudmoor (2014) – послепис към антология Multiverse: Exploring Poul Anderson's Worlds
- Foreword: Remembering Kathy Speakman (2016) – увод към антология Unfettered II: New Tales by Masters of Fantasy
- Forward (2019) – увод към специалното издание на романа A Knight of the Word на изд. Cemetery Dance
- Introduction to "Aftermath" (2021); Introduction to "Allanon's Quest" (2021); Introduction to "An Unfortunate Influx of Fillipians" (2021); Introduction to "Don't Tell Dad" (2021); Introduction to "Imaginary Friends" (2021); Introduction to "Indomitable" (2021); Introduction to "Last Ride" (2021); Introduction to "The Black Irix" (2021); Introduction to "The Fey of Cloudmoor" (2021); Introduction to "The Weapons Master's Choice" (2021); Introduction to "Warrior" (2021)

## Графични произведения
- The Sword of Shannara (1977) – в бр. 1 на сп. Heavy Metal, изд. HM Communications
- Dark Wraith of Shannara (2008) – графична новела, адаптация Робърт Плейс Наптън, изд. Random House